# Carisio
Carisio (piemontiul: Caris) település Olaszországban, Vercelli megyében. Lakosainak száma 764 fő (2023. január 1.). Carisio Balocco, Buronzo, Cavaglià, Formigliana, Salussola, Santhià és Villanova Biellese községekkel határos.

## Népesség
A település népességének változása:
| Lakosok száma | 832  | 823  | 764  |
|               | 2017 | 2018 | 2023 |